# Twang (álbum)
Twang é um álbum de estúdio de George Strait.